# Sardom
Sardom (persiska: سردم) är en ort i Iran.   Den ligger i provinsen Kermanshah, i den nordvästra delen av landet, 400 km väster om huvudstaden Teheran. Sardom ligger 1 362 meter över havet och antalet invånare är 341.
Terrängen runt Sardom är varierad. Runt Sardom är det ganska tätbefolkat, med 172 invånare per kvadratkilometer. Närmaste större samhälle är Ravānsar, 2,6 km väster om Sardom. Omgivningarna runt Sardom är i huvudsak ett öppet busklandskap.